# La Venus de les pells
La Venus de les pells (Venus im Pelz en alemany, 1870) és una obra de l'escriptor austríac Leopold von Sacher-Masoch, que forma part de la saga El llegat de Caín, que Sacher-Masoch volia crear en sis llibres, amb sis històries diferents en cadascun dividides en sis temàtiques: l'amor, la propietat, l'estat, la guerra, el treball i la mort. Per a aquesta obra Sacher-Masoch es va inspirar probablement en La comèdia humana de Balzac. Sacher-Masoch mai va aconseguir completar El llegat de Caín. La Venus de les pells forma part del llibre dedicat a l'amor, sent d'est la seva cinquena història. És possiblement la més coneguda de les seves novel·les, i la que ha vinculat el nom de Masoch al masoquisme.

## Argument
El protagonista, Severin von Kusiemski, explica la història de la seva relació amb Wanda von Dunajew, al narrador de la història, després que aquest al seu torn li expliqués la seva conversa en somni amb una Venus coberta de pells, possiblement inspirada pel quadre penjat en el despatx de Severin, que retrata a aquesta Venus i el seu servent. Severin explica com s'havia enamorat d'una dona, Wanda von Dunajew, a la qual extorqueix per aconseguir que el tracti com el seu esclau, en formes cada vegada més humillants: «El dolor posseeix per a mi un rar encant, i que res encén més la meva passió que la tirania, la crueltat i, sobretot, la infidelitat d'una dona bella». Wanda, enamorada encara que reluctant, accepta la seva petició: «Tinc por de no poder-ho fer; però ho assajaré per tu, bé meu, a qui estimo com mai he estimat ningú». Severin descriu les seves sensacions durant aquesta etapa com "suprasensuals". Criden l'atenció els detalls fetitxistes com la vestimenta de cuir o pell associada a la dominació i fins i tot la signatura d'un contracte de submissió. D'altra banda, Severin convenç a Wanda perquè li sigui infidel, doncs considera que no hi ha càstig major per a un home que aquest. La relació toca a la seva fi quan en una de les seves infidelitats Wanda troba un home pel qual li agradaria deixar-se dominar.
Wanda, dubitativa al principi, es va corrompent progressivament per la sexualitat masoquista de Severin, fins al punt de gaudir amb el que anteriorment la torbava: «És vostè un corruptor de dones, Severin».

## SobreLa Venus de les pellsi el seu autor
Els temes i personatges de la novel·la estan basats en la mateixa vida i experiències de Von Sacher-Masoch. El nom de Wanda von Dunajew (la venus de la novel·la) serveix per encobrir una ficcionalización de l'escriptora Fanny Pistor, la qual va contactar amb Sacher-Masoch, que era un conegut escriptor en l'època, sota el títol fictici de baronessa Bogdanoff, per demanar-li la seva opinió sobre els seus escrits.
Al desembre de 1869 Leopold i Fanny van signar un contracte que convertia al primer en esclau de la segona durant un període de sis mesos, amb la condició que la baronessa es vestís de pells en tantes ocasions com pogués, i especialment si se sentia especialment "cruel". Sacher-Masoch, prenent l'àlies de “Gregor,» nom estereotípic dels servents masculins, es va fer passar pel servent de la baronessa i junts van viatjar fins a Venècia (Florència en el llibre) viatjant ell en tercera classe i ella en primera. A Venècia, on no eren coneguts podien fer el que volguessin sense aixecar sospites.

## Adaptacions i curiositats

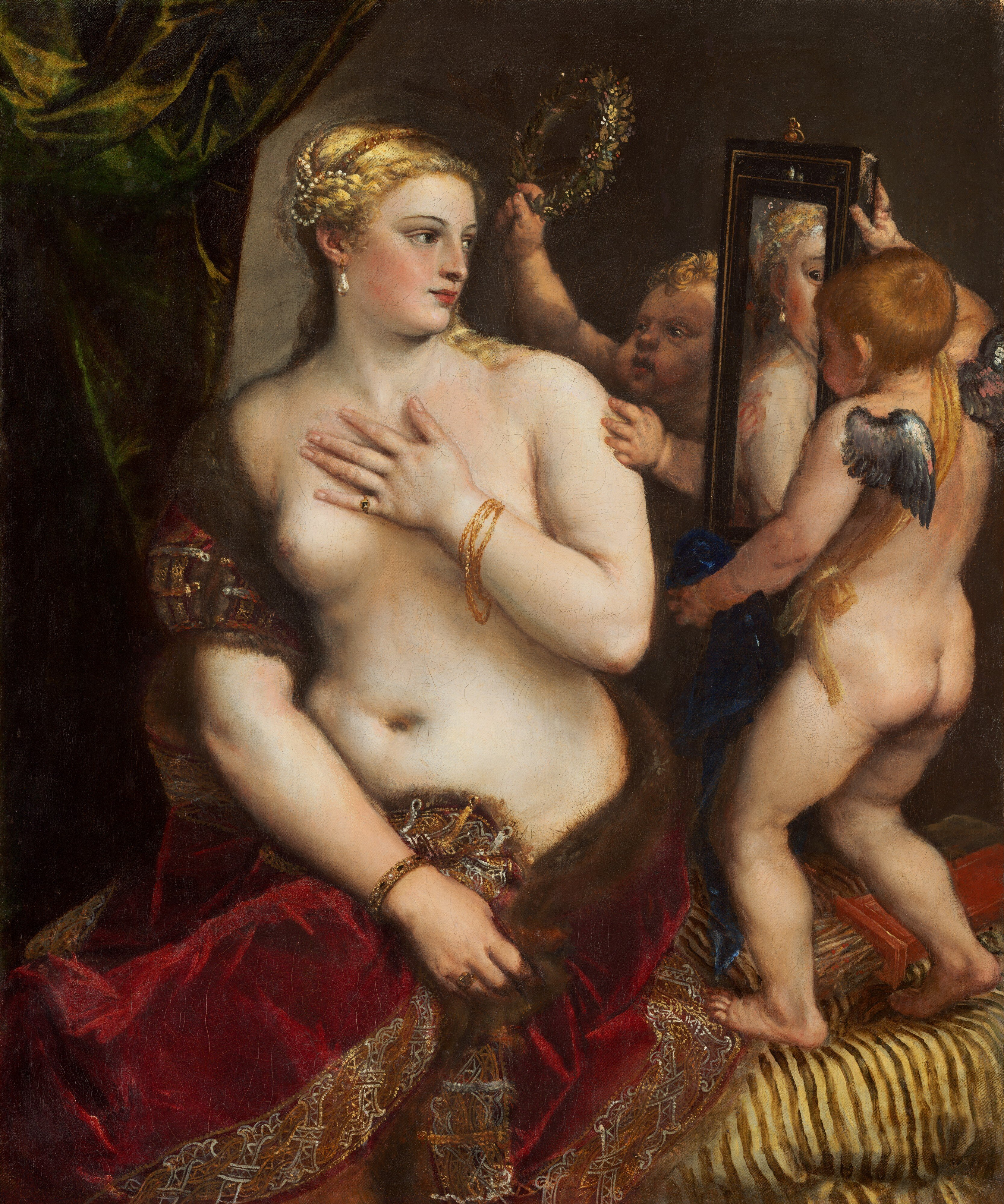
La Venus del mirall, pintura de Tiziano que inspira al protagonista, Severin.

La novel·la ha estat adaptada al cinema almenys cinc vegades, la primera per Joseph Marzano en 1967; la següent és obra del director de cinema eròtic Jesús Franco en 1969. També de 1969 és la versió del director italià Massimo Dallamano interpretada per Laura Antonelli; en 1995 s'estrena la versió dirigida per Victor Nieuwenhuijs i Maartje Seyferth i, finalment, la versió de Roman Polanski estrenada en 2013. la qual es basa en un text de David Ives que també va donar peu a un musical d'èxit a Broadway i a una peça teatral que a Barcelona va ser presentada per Joel Joan (2013).
Existeix una cançó de The Velvet Underground amb el mateix títol que l'obra té en anglès, "Venus in Furs", la qual està inspirada en la novel·la de Sacher-Masoch, i en la qual freqüentment es nomena a Severin en la tornada. La cançó va aparèixer 1967 en el seu àlbum The Velvet Underground and Nico, sent una de les seves cançons més controvertides. Aquesta cançó s'utilitza en la pel·lícula The Doors (1991) d'Oliver Stone i en Last Days (2005) de Gus Van Sant.
La banda austríaca Ordo Rosarius Equilibri també tenen una cançó que fa al·lusió a Severin i al masoquisme anomenada "She is in love with a whip, my venus in furs".
Els suecs Electric Wizard també van incloure una cançó amb el títol "Venus in Furs" en el seu disc Black Masses (2010).
Diversos autors i dibuixants han realitzat versions il·lustrades de La Venus de les pells, com ara Salvador Dalí, Suzanne Ballivet, Guido Crepax o Sardax.